# Douglas Kenney
Douglas C. Kenney (West Palm Beach, Florida, 10 de diciembre de 1946 – 27 de agosto de 1980) fue un escritor y actor estadounidense. Cofundador de la revista de humor National Lampoon en 1970, fue responsable de la edición y colaboró exhaustivamente en su primera etapa.

## Biografía
Kenney nació en West Palm Beach, Florida, y se educó en la Gilmour Academy. Más tarde, acudió a una escuela secundaria de Cleveland, Ohio.

## Carrera
Mientras estudiaba en la Universidad de Harvard, Kenney fue miembro del grupo Signet Society y editor de la revista The Harvard Lampoon, una revista de humor universitaria. Allí coincidió con otros jóvenes, como Henry Beard, con quienes trabaría amistad. Junto a Beard,  escribió Bored of the Rings (Aburrido de los anillos), parodia de El señor de los anillos publicada en 1969. Kenney se graduó en 1968. Poco después, Kenney, junto a Henry Beard y otro egresado de Harvard, Robert Hoffman, fundaron la revista de humor National Lampoon.
Kenney fue editor jefe entre 1970 y 1972, editor senior entre 1973 y 1974, y editor de 1975 a 1976. Además, fue responsable de muchas páginas de la revista en esta primera etapa, como "Mrs. Agnew's Diary" ("El diario de la Sra. Agnew"), una columna regular escrita como el diario de la esposa de Spiro Agnew (o "Spiggy"), el vicepresidente de Richard Nixon, y en la que Kenney hacía referencia a otros políticos famosos. Durante esa etapa, Kenney escribió una novela de humor, "Teenage Commies from Outer Space", pero tiró el manuscrito a la basura tras una opinión negativa de Beard. De una u otra forma, la novela fue el pistoletazo de salida del libro 1964 High School Yearbook, escrito en colaboración con P. J. O'Rourke.
Kenney tenía un contrato por cinco años con la editora de la revista National Lampoon, 21st Century Communications, lo que aprovechó junto a Beard y Hoffman para hacerse con una indemnización de $7 millones de dólares. Continuó en la revista hasta 1977. 
En 1978 escribió el guion de la película National Lampoon's Animal House, junto con Chris Miller y Harold Ramis. Incluso Kenney se reservó un pequeño papel en la película, con solo dos líneas de diálogo. La produjo con un presupuesto pequeño y se convirtió, hasta Los cazafantasmas, en la comedia de mayor éxito de Hollywood.

### Caddyshack
Kenney también escribió el guion y produjo la película Caddyshack, junto a Brian Doyle-Murray y Harold Ramis. Kenney volvió a reservarse una pequeña aparición en la película, como huésped de Al Czervik. Cuando la crítica censuró la película, en julio de 1980, Kenney se deprimió. En una rueda de prensa, Kenney hizo público su malestar. Sus amigos empezaron a preocuparse por su suerte, pues Kenney parecía fuera de control, conduciendo temerariamente o utilizando cantidades crecientes de cocaína.

### Muerte
Kenney, muy deprimido, marchó con su amigo Chevy Chase a Kauai, Hawái, pero Chase tuvo que regresar por motivos de trabajo. Después, fue su novia, Kathryn Walker, la que estuvo unos días con él, pero también tuvo que volver por el mismo motivo. Chase preparaba su regreso a Hawái cuando recibió una llamada telefónica que le anunciaba el fatal desenlace.
Douglas Kenney murió el 29 de agosto de 1980, a los 33 años, después de caer a un acantilado, llamado Hanapepe Lookout. La policía encontró su coche abandonado al día siguiente; tres días más tarde, el cuerpo de Kenney fue descubierto enganchado entre dos rocas en el fondo del acantilado. Su muerte fue declarada como "accidental" por la policía de Kauai. Sobre la muerte de Kenney, Harold Ramis admitió que Kenney "probablemente cayó mientras buscaba un sitio para saltar".
En la habitación de Kenney se encontraron varias notas para proyectos nuevos, chistes, y un esbozo para una película próxima. Chevy Chase, de la revista Rolling Stone, dijo haber encontrado, "escritas por detrás de un recibo de hotel", sus últimas palabras: "These last few days are among the happiest I've ever ignored" ("Estos últimos días están entre los más felices que he ignorado").
La revista National Lampoon le tributó un último editorial de Matty Simmons y una historieta que mostraba una señal al borde de un acantilado con la inscripción "Doug Kenney resbaló aquí" ("Doug Kenney Slipped Here"). En 2006 se publicó el libro A Futile and Stupid Gesture: How Doug Kenney and National Lampoon Changed Comedy Forever, de Josh Karp, una biografía de Kenney.
Se estrenó una película también titulada A Futile and Stupid Gesture, basada en el libro de Josh Karp, y que cuenta la vida de Douglas Kenney y de los actores y comediantes con los que solía rodearse.

## Filmografía
- National Lampoon's Animal House (con Harold Ramis y Chris Miller) (1978)
- Delta House (1979) (televisión)
- Caddyshack (con Harold Ramis y Brian Doyle-Murray) (1980)